# Biserica San Agustin din Manila
Biserica San Agustin (în filipineză: Simbahan ng San Agustin, în spaniolă: Iglesia de San Agustín), cunoscută și sub numele de Nuestra Señora de Consolacion y Correa, este o biserică romano-catolică aflată sub egida Ordinului Sf. Augustin, situată în interiorul orașului fortificat Intramuros din Manila. Finalizată în 1607, este cea mai veche biserică de piatră din țară.
În 1993 lăcașul s-a numărat între cele patru biserici filipineze construite în perioada colonială spaniolă care au fost desemnate drept loc din patrimoniul mondial de către UNESCO, sub titlul colectiv Biserici Baroce din Filipine. A fost numit reper istoric național de către guvernul filipinez în 1976.

## Istoric
Biserica San Agustin este situată pe Strada General Luna, Manila, Metro Manila. Structura actuală este de fapt a treia biserică augustiniană ridicată pe același loc. Prima biserică San Agustin a fost prima structură religioasă construită de spanioli pe insula Luzon. Făcută din bambus și nipa, a fost finalizată în 1571, dar distrusă într-un incendiu în decembrie 1574, în timpul încercării de invadare a Manilei de către forțele lui Limahong. O a doua structură din lemn construită în același loc fost distrusă în februarie 1583 într-un incendiu care a început atunci când o lumânare a aprins draperiile de pe catafalc în timpul slujbei pentru guvernatorul general spaniol, Gonzalo Ronquillo de Peñalosa.
Augustinienii au decis să reconstruiască biserica folosind piatră și să construiască și o mănăstire adiacentă. Construcția a început în 1586, cu un proiect creat de Juan Macías. Structura a fost construită folosind cărămizi de chirpici tăiate din cariere de la Meycauayan, Binangonan și San Mateo, Rizal. Lucrările s-au desfășurat încet din cauza lipsei de fonduri și materiale, precum și a deficienței relative a meșteșugarilor. Mănăstirea a devenit funcțională în 1604, iar biserica a fost declarată terminată pe 19 ianuarie 1607 și numită Biserica Sf. Paul din Manila. Macías, care murise înainte de finalizarea bisericii, a fost recunoscut oficial de către augustinieni ca fiind constructorul edificiului.
Biserica San Agustin a fost jefuită de forțele britanice care au ocupat Manila în 1762 în timpul Războiului de Șapte Ani. În 1854, biserica a fost renovată sub supravegherea arhitectului Luciano Oliver. Pe 3 iunie 1863, cel mai puternic cutremur din acea vreme a lovit Manila, provocând distrugeri mari orașului, dar Biserica San Agustin a fost singura clădire publică rămasă nedeteriorată. O serie de cutremure puternice au lovit din nou Manila în perioada 18-20 iulie 1880. De data aceasta, tremururile au cauzat o fisură mare în clopotnița de est. Fisura a fost în cele din urmă reparată, dar turnul din stânga a fost îndepărtat definitiv, azi mai rămânând doar baza. Biserica a rezistat celorlalte cutremure majore care au lovit Manila înainte, în 1645, 1699, 1754, 1796, 1825, 1852, 1863 și 1880 și a servit drept spital pentru mai mulți dintre cei răniți în timpul cutremurului din 1863.
Pe 18 august 1898, biserica a fost locul unde guvernatorul general spaniol Fermin Jaudenes a pregătit condițiile pentru predarea Manilei către Statele Unite ale Americii, în urma războiului hispano-american.
În timpul ocupației japoneze din al Doilea Război Mondial, biserica San Agustin a devenit lagăr de concentrare. În ultimele zile ale bătăliei de la Manila, sute de rezidenți și clerici din Intramuros au fost ținuți ostatici în biserică de soldați japonezi, mulți dintre ei fiind uciși în timpul bătăliei de trei săptămâni. A fost singura dintre cele șapte biserici din Intramuros care a supraviețuit forțelor terestre americane și filipineze în mai 1945. În timp ce biserica a suferit doar pagube la acoperiș, mănăstirea adiacentă a fost complet distrusă. În anii 1970, mănăstirea a fost reconstruită ca muzeu după un proiect al arhitectului Angel Nakpil. Biserica a fost renovată în 2013, fațada sa colorată fiind înlocuită cu una de piatră sedată.
Biserica San Agustin este în prezent administrată de către frații augustinieni din Vicariatul Augustinian al Orientului, o circumscripție a provinciei augustiniene spaniole a Preasfințitului Nume al lui Isus din Filipine.

## Arhitectură
Biserica San Agustin este modelată după câteva temple magnifice construite de către augustinieni în Mexic. Edificiul actual a fost construit în 1587 și finalizat, împreună cu mănăstirea, în 1604. Atmosfera este medievală, deoarece „atât biserica, cât și mănăstirea, simbolizează măreția și echilibrul unei epoci spaniole de aur”.
Structura masivă a bisericii este evidențiată de simetria și splendoarea interioarelor, pictate de doi italieni care au reușit să producă trompe l'oeil (profilul modelelor, rozetelor și panourilor scufundate care par sculpturi tridimensionale), amvon baroc cu ananasul nativ ca motiv, orga grandioasă, antecorul cu crucifix din secolul al XVI-lea, scaunele de cor sculptate în lemn de Vitex parviflora cu încrustări de fildeș din secolul al XVII-lea și setul de 16 candelabre imense și frumoase din Paris.

## Morminte celebre
- Miguel López de Legazpi
- Juan de Salcedo
- Guido de Lavezaris
- Juan Luna
- Fericitul Peter Zuñiga